# Распределённый реестр
Распределённый реестр, также общий реестр и технология распределённого реестра (англ. distributed ledger technology, DLT) — набор дублированных, совместно используемых и синхронизированных массивов цифровых данных, распределённых по разным сайтам, странам или учреждениям. В отличие от централизованной базы данных, распределённый реестр не требует центрального администратора и, следовательно, не имеет единой (центральной) точки отказа.
Как правило, для реализации распределённого реестра требуется одноранговая (P2P) компьютерная сеть и алгоритмы консенсуса, с тем, чтобы реестр надёжно реплицировался между распределёнными компьютерными узлами (серверами, клиентами и т. д.). Наиболее распространённой формой технологии распределённого реестра является блокчейн, который может быть как в общедоступной, так и в частной сети. Общим препятствием для внедрения DLT является инфраструктура управления данными.
В некоторых случаях, когда распределенная цифровая информация функционирует как бухгалтерский журнал, а не бухгалтерская книга, используется термин технология реплицированного журнала (англ. replicated journal technology, RJT).

## Характеристики
Данные распределённого реестра обычно распределяются по нескольким узлам (вычислительным устройствам) в сети P2P, каждый из которых сохраняет идентичную копию данных реестра независимо от других узлов. Основным преимуществом этого способа распределённой обработки является отсутствие центрального органа, который представлял бы собой единую точку отказа. Каждый узел обрабатывает новую транзакцию обновления независимо, а затем узлы совместно используют алгоритм консенсуса для определения правильной копии обновлённого реестра. Как только консенсус определён, все исправные узлы обновляют себя самой последней копией реестра. Безопасность любого процесса обеспечивается с помощью криптографических ключей и подписей.

## Приложения
В 2016 году некоторые банки протестировали системы распределённого реестра для совершения платежей, чтобы оценить их полезность. В 2020 году компания Axoni запустила Veris, платформу распределённого реестра, которая управляет транзакциями обмена акциями. Платформы, согласовывающие данные после торгов по свопам акций, используется корпорациями BlackRock Inc., Goldman Sachs Group Inc. и Citigroup, Inc.
В 2022 году валютное управление Сингапура завершило испытания и провело первые сделки с использованием DLT. В пилотном проекте центрального банка Сингапура участвовали банки DBS и JP Morgan.
Консорциум глобальных финансовых институтов R3 разработал распределенный финансовый реестр под названием Corda3.

## Типы
Технологии распределённого реестра можно разделить на категории с точки зрения их структур данных, алгоритмов консенсуса, разрешений и допустимости майнинга. Типы структур данных DLT включают линейные структуры (блокчейны), более сложные структуры направленных ациклических графов (DAG) и гибридные структуры. Типы алгоритмов консенсуса DLT включают алгоритмы доказательства работы (PoW) и доказательства доли (PoS), а также алгоритмы достижения консенсуса и голосования DAG. DLT также делятся на требующие разрешения доступа (частными) и не требующие разрешений (общедоступные). Криптовалюты PoW, делятся на «добытые» и «не добытые», где последнее обычно означает «предварительно добытые» криптовалюты, такие как XRP или IOTA. Криптовалюты PoS не используют майнеров, вместо этого обычно полагаясь на проверку среди владельцев криптовалюты, таких как Cardano или Solana.
Наиболее распространённым типом DLT с 256-битным алгоритмом безопасного хеширования (SHA) являются блокчейны. DLT, основанные на структурах данных DAG или гибридном блокчейне, уменьшают размер данных при транзакциях и, соответственно, стоимость транзакций, одновременно увеличивая скорость транзакций по сравнению с биткойном — первой криптовалютой. Примеры криптовалют DAG DLT включают MIOTA (IOTA Tangle DLT) и HBAR (Hedera Hashgraph).